# Борисов Микола Андрійович
Микола Андрійович Борисов (нар. 11 жовтня 1889, Черкаси, Київська губернія, Російська імперія — 3 вересня 1937, Київ, УРСР) - український прозаїк, поет, драматург, сценарист, один з авторів сценарію науково-фантастичного пригодницького детективу Укразія (фільм). Репресований і розстріляний за фальшивими звинуваченнями.

## Біографія
Син штабс-капітана російської армії Андрія Кузьмича Борисова та його дружини Валентини Іванівни, доньки чиновника. Невдовзі родина переїхала до Майкопа, Микола навчався там у приватній школі. Далі він навчався у кадетському корпусі в Ярославлі впродовж 7 років. У 1908 році поступив до Київського військового училища, з якого випустився молодшим офіцером 1910 року.
За власноручною припискою до автобіографії Борисов намагався у ніч з 5 на 6 серпня 1913 року застрілитися, проте невдало. Брав участь у першій світовій війні. Був контужений, лікувався в Одесі. Одужуючи, писав вірші, оповідання, п'єси, які виходили в одеських журналах «Одесский листок», «Театр і кіно», «Южный Огонек».
Під час громадянської війни короткочасно воював в лавах білої армії, потім довгий час був червоноармійцем. Арештовувався, служив в Одесі та Чугуєві, брав участь у кримському поході проти Врангеля. Захворів тифом, був евакуйований до Харкова.
Потім працював у редколегіях журналів та газет, Агітпропі ЦК КП(б)У. У 1923—1926 був співробітником ВУФКУ.
1920 року вступив до ВКП(б), проте у 1925 виключений з партії під час партійної чистки.
Організатор колективу кінодраматургів «Кадр».
Заарештований 17 березня 1937 року, звинувачений у причетності до «контрреволюційної троцькістської організації» і 3 вересня 1937 року розстріляний.
Володів польською, французькою, англійською мовою, вивчав есперанто. Член Союзу есперантистів.

## Родина
Перша дружина Констанція-Целіна померла у 1918 від грипу, за тиждень після пологів доньки Лідії. У кінці 1919 року Борисов одружився вдруге. 1921 року в другому шлюбі народився син Юрій.

## Творчість
Автор віршів, оповідань, п'єс, лібретто до опер, романів, кіносценаріїв.

### Книги
У 1927 році Борисов опублікував у видавництві «Космос» книжку «Зелені яблука. Колективний роман. Переклад з американської М. Борисова». Роман являв собою переплетену суміш текстів 17 популярних іноземних письменників.
У 1929 році вийшло продовження «Укразії» — науково-фантастичний роман «Четверги містера Дройда».
Деякі інші книги:
- роман «Слово за наганом»
- книга діалогів і невидуманих оповідань «Собака його величності»
- повість «Vive la commune!»
- кінороман «Квінт»
- науково-фантастичний роман і лібретто «Геліокар»
- лібретто «Ференджи» (оперу поставлено в Одеському оперному театрі у 1931-23 роках)
- роман «Мертвий бар'єр»

### Сценарії
«Укразія» — єдиний фільм, де письменник згадується у титрах. Фільм знятий за мотивами однойменного роману.
Автор сценарію короткометражного фантастичного фільму «Генерал з того світу» (вийшов у кіножурналі «Маховик» № 2, 1925) разом з Чардиніним, який був і режисером стрічки. У фільмі показувалось пробудження генерала імперської армії у Радянській Росії. Стрічка не збереглася.
Режисером короткометражки «Вендетта» (1924), сценарій до якої Борисов написав разом з Георгієм Стабовим, був Лесь Курбас. Також сценарист короткометражних стрічок «Аристократка» (1924), «Радянське повітрях» (1925), «Герой матчу» (1926). Всі стрічки випущені ВУФКУ.

### П'єси
- «Пушкін в Одесі» (1916?)